# Donja Rašenica
Donja Rašenica – wieś w Chorwacji, w żupanii bielowarsko-bilogorskiej, w mieście Grubišno Polje. W 2011 roku liczyła 164 mieszkańców.